# Foum Zguid
Foum Zguid ou Zguid (em árabe: فم زكيد; romaniz.: Fum Zakīd) é uma pequena cidade do sul de Marrocos, que faz parte da província de Tata e da região de Guelmim-Es Smara. Em 2004 tinha 9 630 habitantes e estimava-se que em 2012 tivesse 9 189 habitantes.
Situa-se num oásis junto junto ao flanco sudeste do maciço montanhoso do Antiatlas, na orla do deserto do Saara, cerca de 65 km em linha reta a norte da fronteira com a Argélia, sensivelmente a meio caminho entre Zagora (123 km para leste por estrada) e de Tata (137 km para oeste) e 175 km a sul de Uarzazate (por estrada, já que em linha reta a distância é bastante menor) e 360 km a leste de Agadir por estrada.
Até à década de 2000 só era acessível por pistas só transitáveis por veículos todo-o-terreno ou camiões, muitas delas reservadas para uso militar. Atualmente é servida pela estrada N-12, que liga Zagora a Tata e por uma estrada para norte, em direção a Ouarzazate.